# Steneofiber
Steneofiber es un género extinto de castor de Eurasia.

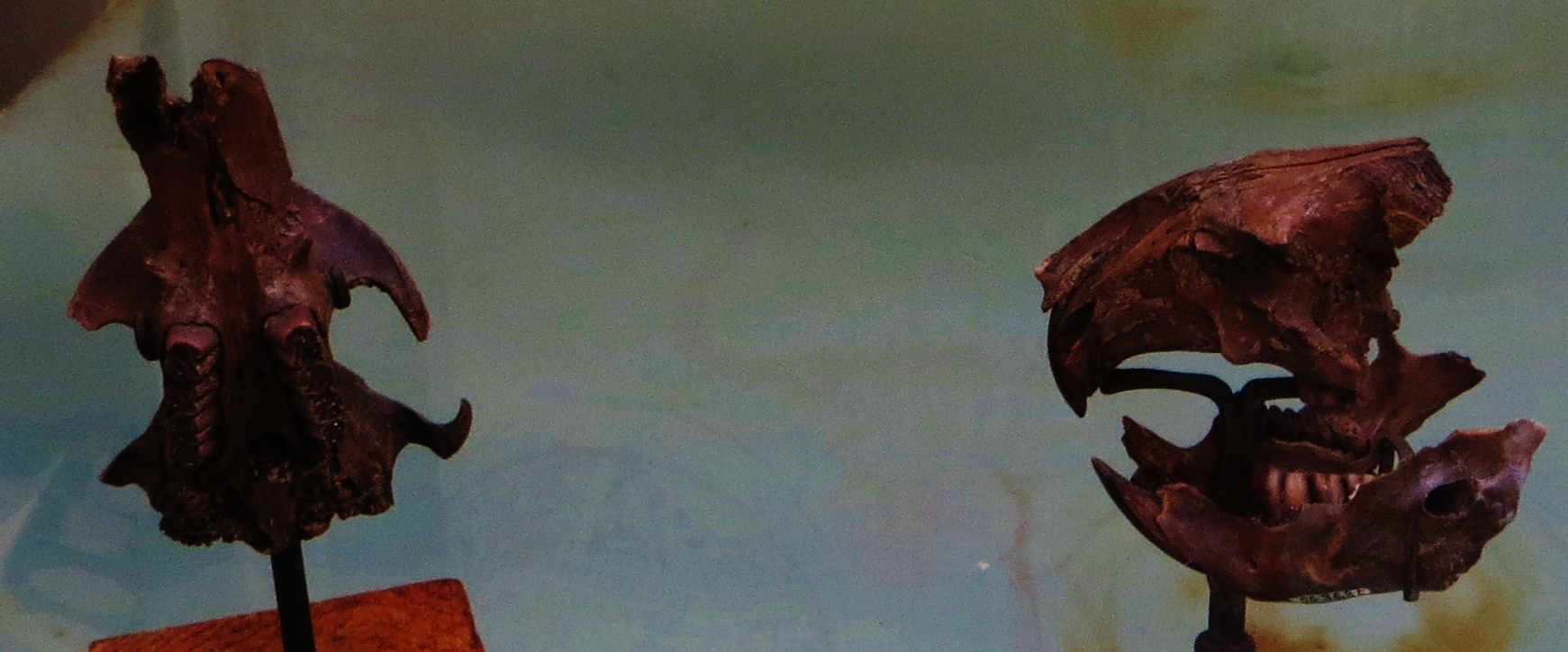
Steneofiber esseri

Este pequeño roedor de unos 30 cm de longitud probablemente en grandes lagos de agua dulce, como los castores actuales. El estilo de vida semiacuático por la presencia de una garra para acicalarse, la cual usan los castores para mantener a prueba de agua su pelaje. Sin embargo, no debió de ser capaz de derribar árboles como sus parientes modernos. Steneofiber era más terrestre que los castores actuales, habitando en madrigueras. El hallazgo de un posible grupo familiar de esqueletos de Steneofiber en Francia ha sido usado para inferir que el género empleaba una estrategia reproductiva K como sus parientes actuales, de modo que daban un extenso cuidado paternal a un limitado número de descendientes. Steneofiber se encuentra entre los primeros miembros conocidos de la subfamilia Castorinae, que incluye a los castores más cercanamente relacionados con las dos especies vivas que al recientemente castor gigante. Probablemente desciende del castorino primitivo Propalaeocastor.